# 247 г. пр.н.е.
247 (двеста читиридесет и седма) година преди новата ера (пр.н.е.) е година от доюлианския (Помпилийски) римски календар.

## Събития

### В Римската република
- Консули са Луций Цецилий Метел (за II път) и Нумерий Фабий Бутеон.
- В хода на Първата пуническа война римляните са овладели до тази година голяма част от остров Сицилия, но с поемането на командването от Хамилкар Барка напредването им е спряно и картагенците дори си връщат способността на извършват успешни набези.[1][2]
- Основана е римска колония в град Алзиум.[3]

### В Картаген
- Ханон Велики ръководи експедиция срещу нумидийците като ги побеждава, достига до Хекатомпил (Hekatompylus, вероятно днешния град Тебеса) и взима 3000 заложници.[4]

### В Азия
- Начало на партската ера.[5]

## Родени
- Ханибал Барка, картагенски пълководец, главният противник на Рим в борбата за надмощие в Западното Средиземноморие през последните десетилетия на 3 век пр.н.е., смятан за един от най-добрите военни стратези в историята (умрял ок. 183 г. пр.н.е.)